# Ком (сельское поселение)
Ком — бывшая административно-территориальная единица (административная территория посёлок сельского типа с подчинённой ему территорией) и бывшее муниципальное образование (сельское поселение с полным официальным наименованием муниципальное образование сельского поселения «Ком») в составе Койгородского муниципального района в Республике Коми Российской Федерации.
Административный центр — посёлок Ком.

## История
Статус и границы административной территории установлены Законом Республики Коми от 6 марта 2006 года № 13-РЗ «Об административно-территориальном устройстве Республики Коми».
Статус и границы сельского поселения установлены Законом Республики Коми от 5 марта 2005 года № 11-РЗ «О территориальной организации местного самоуправления в Республике Коми».
12 октября 2018 года, Законом Республики Коми N 72-РЗ от 1 октября 2018 года, административная территория (посёлок сельского типа с подчинённой ему территорией) и муниципальное образование (сельское поселение) Ком было упразднено, а входившие в их 2 населённых пункта были включены в административную территорию и сельское поселение Кузьёль.

## Население
| 2010 | 2011 | 2012 | 2013 | 2014 | 2015 | 2016 |
| ---- | ---- | ---- | ---- | ---- | ---- | ---- |
| 89   | ↘87  | ↘49  | ↘36  | ↘35  | ↘25  | ↘6   |
| 2017 | 2018 | 2019 |      |      |      |      |
| ↗11  | ↘6   | ↘0   |      |      |      |      |

## Состав
Состав административной территории и сельского поселения:
| № | Населённый пункт | Тип населённого пункта          | Население |
| - | ---------------- | ------------------------------- | --------- |
| 1 | Ком              | посёлок, административный центр | ↘46       |
| 2 | Усть-Воктым      | посёлок                         | 43        |